# MSG (日本のロックバンド)
MSGは、2006年に結成された日本のスリーピースのロックバンド。

## メンバー
ミッキー・ヤマモト（柳ジョージ&レイニーウッド）
豊島修一（もんた&ブラザーズ,甲斐バンド）
後藤納央人（Crazy Sauce,Holy Goofs,加橋かつみ（サポート）etc）

## 概要
2009年11月アルバム『1969』をVIVID SOUND/Aholantic Recordsよりリリース。同時に全国8都市で1969ツアーを敢行。現在も東京・横浜を中心に精力的にライブ活動中。